# تايكي ناكاجيما
تايكي ناكاجيما (باليابانية: 中島 大貴) (17 يناير 1995 في ساغا في اليابان – )؛ هو لاعب كرة قدم سابق كان يلعب كمدافع.

## وصلات خارجية
- تايكي ناكاجيما على موقع رابطة كرة القدم اليابانية للمحترفين (اليابانية)
- تايكي ناكاجيما على موقع قاعدة بيانات كرة القدم.إي يو (الإنجليزية)
- تايكي ناكاجيما على موقع Soccerway.com (الإنجليزية)
- تايكي ناكاجيما على موقع عالم كرة القدم.نت (الإنجليزية)